# NGC 4163
NGC 4163 = NGC 4167 ist eine irreguläre Galaxie vom Hubble-Typ "Im" im Sternbild Jagdhunde, die schätzungsweise 8 Millionen Lichtjahre von der Milchstraße entfernt ist.
Die Galaxie wurde im Jahr 1785 von dem deutsch-britischen Astronomen William Herschel mithilfe seines 18,7 Zoll-Spiegelteleskops entdeckt. Am 11. März 1831 wurde die Galaxie von John Herschel wiederentdeckt und im NGC-Katalog als NGC 4167 verzeichnet.